# 투란 인종

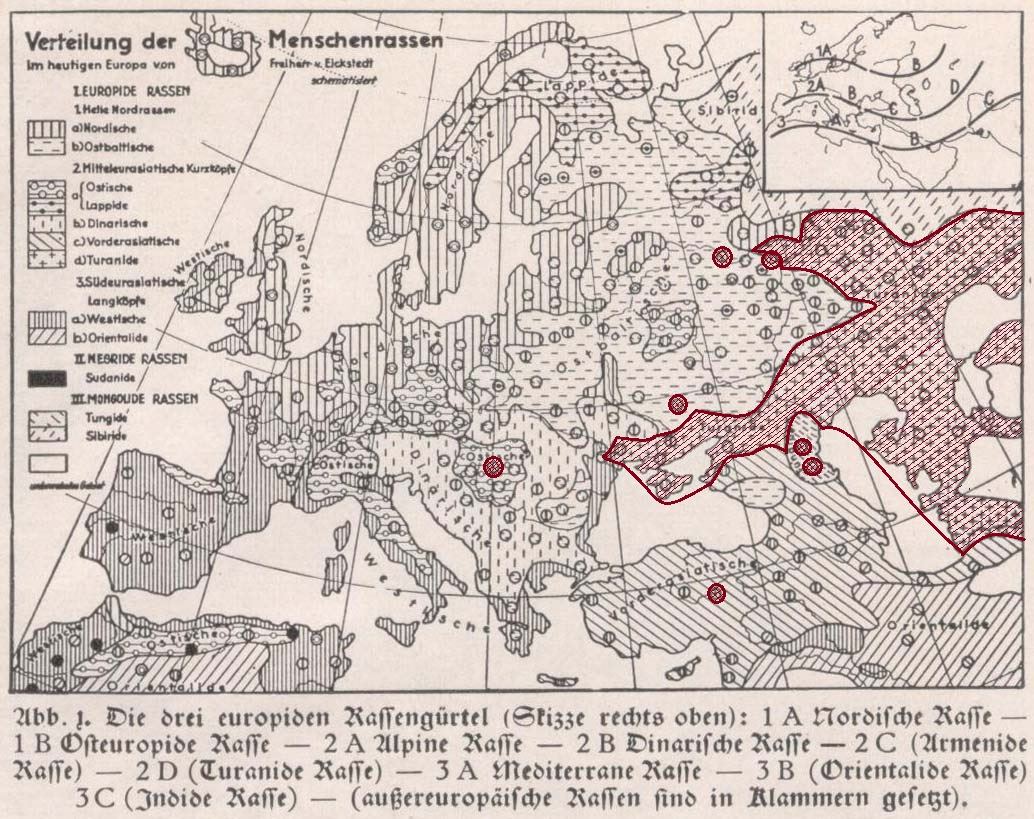
독일 민족지 또는 인종 지도(c. 1889–1901) 유럽의 투란 인종의 추정 범위를 보여준다.

투란 인종(Turanid race)은 원래 식민주의를 뒷받침하려는 유럽인들에 의해 인류를 다른 인종으로 나누는 구식 이론의 맥락에서 개발된 인종 분류의 하나로, 코카서스 인종의 하위 종족으로 여겨진다. 투란 인종은 전통적으로 중앙아시아에 거주하는 인구 중에서 가장 흔한 것으로 여겨졌다. 이름은 우랄어족과 알타이어족의 조합인 투란어족에서 따왔으며, 따라서 우랄-알타이 인종이라고도 한다. 

## 역사
19세기와 20세기 초의 인류학자들은 투란 인종 유형 또는 "아인종"이 몽골 인종과 코카서스 인종 분포의 경계에 위치한 코카서스 인종의 하위 유형으로 일부 몽골로이드 혼혈이 있다고 가정했다.
투란 인종이라는 개념은 19세기 후반에서 20세기에 걸쳐 범투르크주의 또는 범투란주의에서 중요한 역할을 하게 되었다. "튀르크 인종"은 당시 유럽 문학에서 코카서스 인종의 하위 유형으로 제안되었다.
이러한 출처 중 가장 영향력 있는 출처는 조세프 데 구이그네스의 훈족, 터키인, 몽골인, 그리고 다른 서구 타르타르인들의 일반 역사(1756–1758), 아르민 밤베리의 중앙아시아 스케치(1867), 한 인종에 속하는 튀르크 집단 공통 기원에 있었지만 신체적 특성과 관습에 따라 세분되었다. 그리고 레온 차훈의 아시아의 역사(1896)는 우랄어와 알타이어를 사용하는 민족을 더 일반적으로 포함하는 더 큰 "투란 인종"의 일부로서 "유럽에 문명을 전하는" 튀르크인의 역할을 강조했다. 19세기 후반과 20세기 전반에 가장 활발했던 헝가리 투란주의의 이데올로기도 있었다.

## 추가 자료
- Leon Cahun L'histoire de l'Asie (1896).
- Ilse Schwidetzky, Turaniden-Studien, Akademie der Wissenschaften und der Literatur, F. Steiner Verlag, Mainz, (1950).